# Strathspey (danse)
Pour les articles homonymes, voir Strathspey.
Le strathspey est une danse et une musique écossaise en mesure à 4/4, habituellement écrite en croche, originaire du Speyside, région située à l'ouest d'Aberdeen.

## Origine
On a émis l'hypothèse que les strathspeys imitent les rythmes des chansons gaéliques écossaises, Parmi les musiciens traditionnels, les strathspeys sont parfois transmis sous le nom de canntaireachd (en), un style de chant dans lequel diverses syllabes sont utilisées pour vocaliser les embellissements traditionnels de la cornemuse.